# Anna Maria von Anhalt
Anna Maria von Anhalt (* 13. Juni 1561 in Zerbst; † 14. November 1605 in Brieg) war eine askanische Prinzessin aus der Linie Anhalt-Bernburg-Zerbst. Anna Maria war von 1570 bis 1577 Fürstäbtissin von Gernrode und durch Heirat ab 19. Mai 1577 bis  25. März 1602 Herzogin von Brieg, Liegnitz, Wohlau und Ohlau.

## Leben
Anna Maria war die älteste Tochter des Herzogs Joachim Ernst von Anhalt (1536–1586) aus dessen erster Ehe mit Agnes (1540–1569), Tochter des Grafen Wolfgang von Barby.
Im Alter von nur neun Jahren folgte sie 1570 ihrer Tante väterlicherseits Elisabeth III. von Anhalt als Fürstäbtissin des Stiftes Gernrode und Frose. Allerdings erhielt sie diese Würde nur nominell, in der Praxis stand das zugehörige Gebiet unter der Schutzherrschaft des Fürstentums Anhalt und Anna Marias Vater übte als Administrator auch das Stimmrecht von Gernrode im Reichstag aus. Im Jahr 1577 wurde Anna Maria von ihrem Amt als Äbtissin entpflichtet. Mit Sibylla, Agnes Hedwig und Dorothea Maria folgten ihr nacheinander drei ihrer jüngeren Schwestern in diesem Amt.
Am 19. Mai 1577 heiratete Anna Maria in Brieg Herzog Joachim Friedrich, den älteren Sohn des Herzogs Georg II. „des Frommen“. Bei der Hochzeit waren neben Anna Marias Vater auch sämtliche Schwäger des Bräutigams sowie Kurprinz Joachim Friedrich von Brandenburg anwesend.
Herzog Georg II. starb 1586 und seine beiden Söhne Joachim Friedrich und Johann Georg traten seine Nachfolge an. Georgs Witwe Barbara von Brandenburg erhielt als Wittum die Stadt Brieg. Das so verkleinerte Herzogtum Brieg erbte der ältere Sohn Joachim Friedrich, während Wohlau seinem Bruder Johann Georg zufiel. Da ihre Mutter Barbara von Brandenburg auf dem Brieger Schloss residierte, wohnten die Söhne in Ohlau, das ihnen zunächst gemeinsam gehörte.
Nach dem Tod seines Bruders Johann Georg, der 1592 ohne Nachkommen verstarb, erbte Anna Marias Ehemann Joachim Friedrich dessen Herzogtum Wohlau, während Johann Georgs Witwe Anna von Württemberg als Wittum Ohlau zugewiesen wurde. Als sie sich 1594 mit dem Liegnitzer Herzog Friedrich IV. wiederverheiratete, verlor sie ihren Anspruch auf das Ohlauer Wittum. Dadurch gelangte Ohlau an Joachim Friedrich, an den nach dem Tod seiner Mutter Barbara von Brandenburg 1595 auch die Stadt Brieg fiel. Dadurch konnte er die von seinem Vater hinterlassenen Gebiete wieder alle in seiner Hand vereinen.
Anna Marias Ehemann Joachim Friedrich starb 1602. In seinem am 15. Dezember 1595 erstellten Testament bestimmte er Ohlau als Wittum für Anna Maria. Sie übernahm die Vormundschaft über ihre minderjährigen Kinder und zugleich die Regentschaft für die ebenfalls minderjährigen Söhne Johann Christian und Georg Rudolf. Nach ihrem Tod 1605 wurde die Vormundschaft und die Regentschaft von Joachim Friedrichs Schwester Elisabeth Magdalena von Brieg (1562–1630) und deren Ehemann Karl II., Herzog von Münsterberg-Oels übernommen.
Anna Marias Wahlspruch lautete H. R. M. D. D. H. G. (Herr, regiere mich durch deinen heiligen Geist)

## Nachkommen
Aus ihrer Ehe hatte Anna Maria folgende Kinder:
- Georg Ernst (*/† 6. 1589)
- Johann Christian (1591–1639), Herzog von Liegnitz und Brieg

⚭ 1610 Prinzessin Dorothea Sibylle von Brandenburg (1590–1625)
⚭ 1620 Freiin Anna von Sitzsch (1611–1639)
- Barbara Agnes (1593–1631)

⚭ 1620 Hans Ulrich von Schaffgotsch, Freiherr von Kynast und Greiffenstein (1595–1635)
- Georg Rudolf (1595–1653), Herzog von Liegnitz

⚭ 1614 Prinzessin Sophie Elisabeth von Anhalt-Dessau (1589–1622)
⚭ 1624 Prinzessin Elisabeth Magdalena von Münsterberg-Oels (1599–1631)
- Anna Maria (1596–1602)
- Maria Sophia (1601–1654)